# Gare de Margaux
La gare de Margaux est une gare ferroviaire française de la ligne de Ravezies à Pointe-de-Grave (dite aussi ligne du Médoc), située sur le territoire de la commune de Margaux-Cantenac, dans le département de la Gironde, en région Nouvelle-Aquitaine.
C'est une gare de la Société nationale des chemins de fer français (SNCF) desservie par les trains du réseau TER Nouvelle-Aquitaine.

## Situation ferroviaire

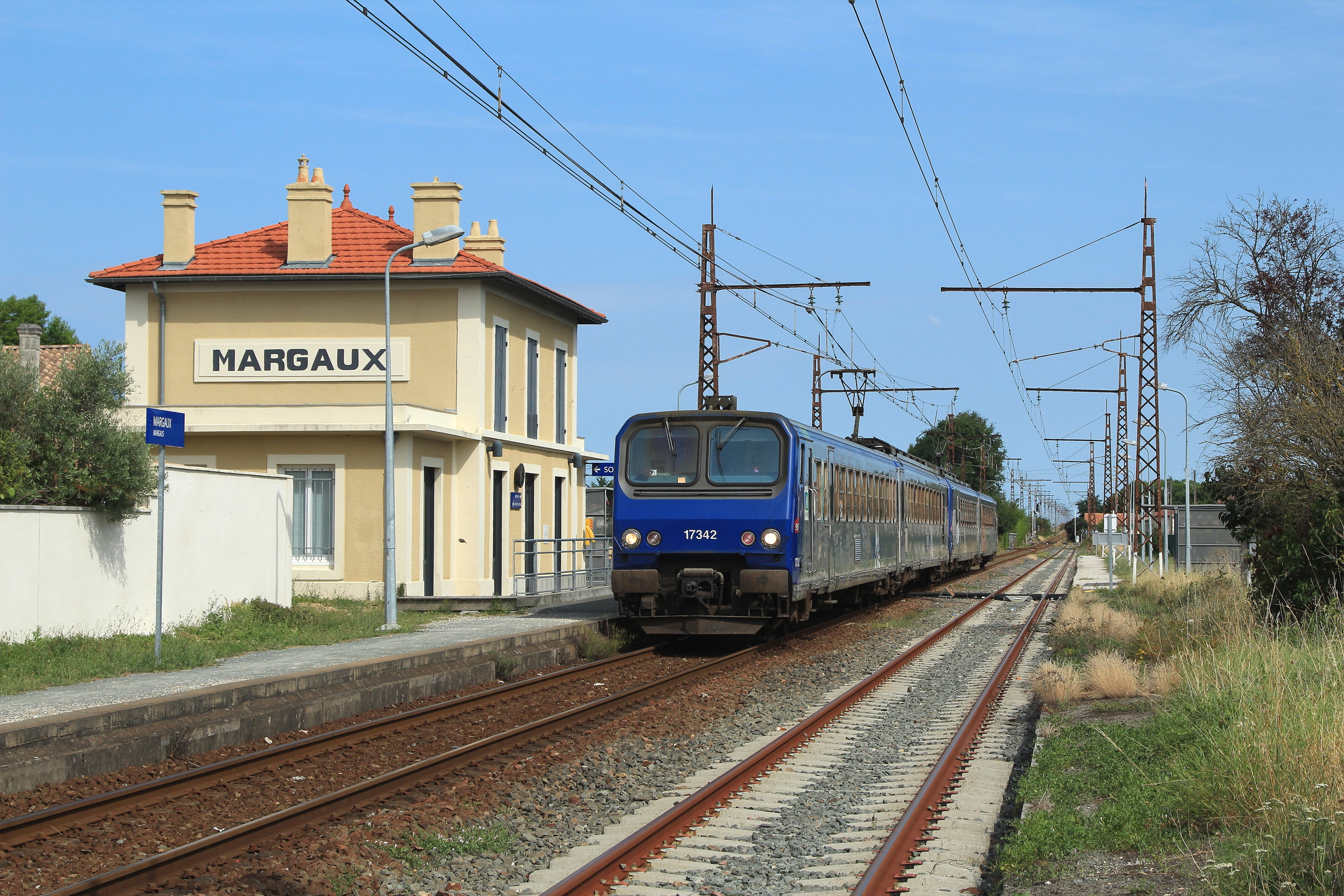
Deux Z 7300 arrivent en gare de Margaux.

Établie à 16 mètres d'altitude, la gare de Margaux est située au point kilométrique (PK) 24,355 de la ligne de Ravezies à Pointe-de-Grave, entre les gares ouvertes de Macau et de Moulis - Listrac. Elle est séparée de ces deux gares respectivement par les gares aujourd'hui fermées de Labarde et de Soussans.
Elle est équipée de deux quais : le quai « X » dispose d'une longueur utile de 151 m pour la voie « 1 » et le quai « Y » d'une longueur utile de 212 m pour la voie « 2 ».

## Histoire
La gare a été mise en service en même temps que la première partie de la ligne du Médoc, en 1868. La voie ferrée n'a atteint le Verdon qu'en 1875.

## Fréquentation
De 2015 à 2023, selon les estimations de la SNCF, la fréquentation annuelle de la gare s'élève aux nombres indiqués dans le tableau ci-dessous.
| Année           | 2015   | 2016   | 2017   | 2018   | 2019   | 2020   | 2021   | 2022   | 2023   |
| --------------- | ------ | ------ | ------ | ------ | ------ | ------ | ------ | ------ | ------ |
| Voyageurs seuls | 27 136 | 21 388 | 23 835 | 27 648 | 38 687 | 27 822 | 36 102 | 47 532 | 62 428 |

## Service des voyageurs

### Accueil
Gare SNCF, elle dispose d'un bâtiment voyageurs, avec guichet, ouvert du lundi au vendredi, fermé les samedis, dimanches et jours fériés.
Un passage planchéié permet la traversée des voies pour l'accès aux quais.

### Desserte
Margaux est desservie par des trains TER Nouvelle-Aquitaine qui circulent entre Bordeaux-Saint-Jean et Lesparre. Au-delà de Lesparre, une partie des trains continue vers ou est en provenance du Verdon et même de La Pointe-de-Grave en juillet et août.

### Intermodalité
Un parc pour les vélos et un parking pour les véhicules y sont aménagés.